# Turpial de Veneçuela
El turpial de Veneçuela (Icterus icterus) és una espècie d'ocell de la família dels ictèrids (Icteridae) que habita boscos propers a rius al nord i nord-est de Colòmbia, oest i nord de Veneçuela i Trinitat.